# چتر آبی (فیلم ۲۰۰۵)
چتر آبی (انگلیسی: The Blue Umbrella) فیلمی هندی در سبک درام است که در سال ۲۰۰۵ منتشر شد. از بازیگران آن می‌توان به پانکاج کاپور اشاره کرد.